# Cecropis
Cecropis is een geslacht van zangvogels uit de familie Hirundinidae (zwaluwen). Dit geslacht is nauw verwant aan Hirundo en vaak worden deze soorten nog gepresenteerd al Hirundo-soorten. 

## Verspreiding en leefgebied
Het zijn vrij grote zwaluwen die voorkomen in Afrika, tropische Azië en één soort, de roodstuitzwaluw ook in Zuid-Europa.

## Soorten
Het geslacht kent de volgende soorten:
- Cecropis abyssinica  – Savannezwaluw
- Cecropis badia  – Roodbuikzwaluw
- Cecropis cucullata  – Kaapse zwaluw
- Cecropis daurica  – Oostelijke roodstuitzwaluw
- Cecropis rufula – Roodstuitzwaluw
- Cecropis melanocrissus  – Afrikaanse roodstuitzwaluw
- Cecropis hyperythra  – Ceylonzwaluw
- Cecropis semirufa  – Roodborstzwaluw
- Cecropis senegalensis  – Moskeezwaluw

## Taxonomie
Op grond van fylogenetisch onderzoek sinds 2016 is de indeling in soorten en ondersoorten veranderd. Het taxon is C. daurica gesplitst. De in Europa voorkomende soort roodstuitzwaluw (C. rufula) is een aparte soort geworden en de Aziatische soorten van de roodstuitzwaluw behoren tot het taxon C. daurica met een achttal ondersoorten. De vroeger hiertoe behorende soorten uit Afrika zijn ondergebracht bij het taxon C. melanocrissus waartoe nu ook de West-Afrikaanse roodstuitzwaluw (C. m. domicella) behoort.